# Мандал (Китай)
Мандал (кит. 满都拉镇, пін. Măndūlā Zhèn) — містечко у КНР, хошун Дархан-Мумінган автономії Внутрішня Монголія.

## Географія
Мандал розташовується на північ від гір Їньшань, лежить на Монгольському плато.

### Клімат
Містечко знаходиться у зоні, котра характеризується кліматом помірних степів. Найтепліший місяць — липень із середньою температурою 21.7 °C (71 °F). Найхолодніший місяць — січень, із середньою температурою -13.3 °С (8 °F).
| Клімат Мандала          | Клімат Мандала | Клімат Мандала | Клімат Мандала | Клімат Мандала | Клімат Мандала | Клімат Мандала | Клімат Мандала | Клімат Мандала | Клімат Мандала | Клімат Мандала | Клімат Мандала | Клімат Мандала | Клімат Мандала |
| Показник                | Січ.           | Лют.           | Бер.           | Квіт.          | Трав.          | Черв.          | Лип.           | Серп.          | Вер.           | Жовт.          | Лист.          | Груд.          | Рік            |
| Середній максимум, °C   | −7             | −3             | 4              | 14             | 22             | 26             | 28             | 26             | 20             | 13             | 2              | −5             | 11             |
| Середня температура, °C | −13            | −10            | −2             | 6              | 14             | 19             | 22             | 20             | 14             | 6              | −3             | −11            | 5              |
| Середній мінімум, °C    | −20            | −17            | −9             | 0              | 7              | 12             | 16             | 14             | 7              | 0              | −10            | −17            | −1             |
| Норма опадів, мм        | 2              | 2              | 3              | 7              | 12             | 21             | 49             | 47             | 21             | 9              | 3              | 1              | 176            |
| ----------------------- | -------------- | -------------- | -------------- | -------------- | -------------- | -------------- | -------------- | -------------- | -------------- | -------------- | -------------- | -------------- | -------------- |
| Джерело: Weatherbase    |                |                |                |                |                |                |                |                |                |                |                |                |                |